# Högsbohöjd

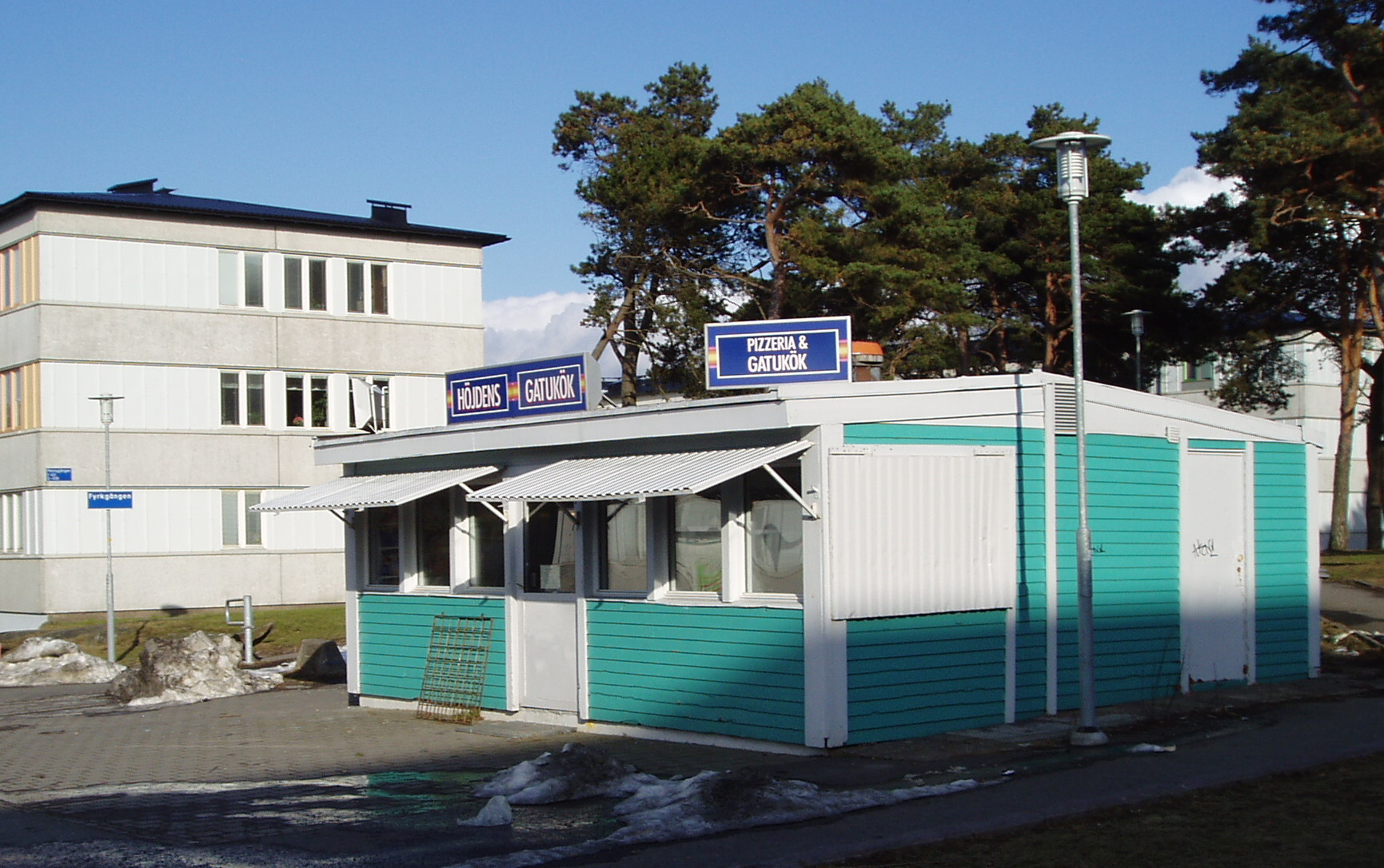
Höjdens gatukök

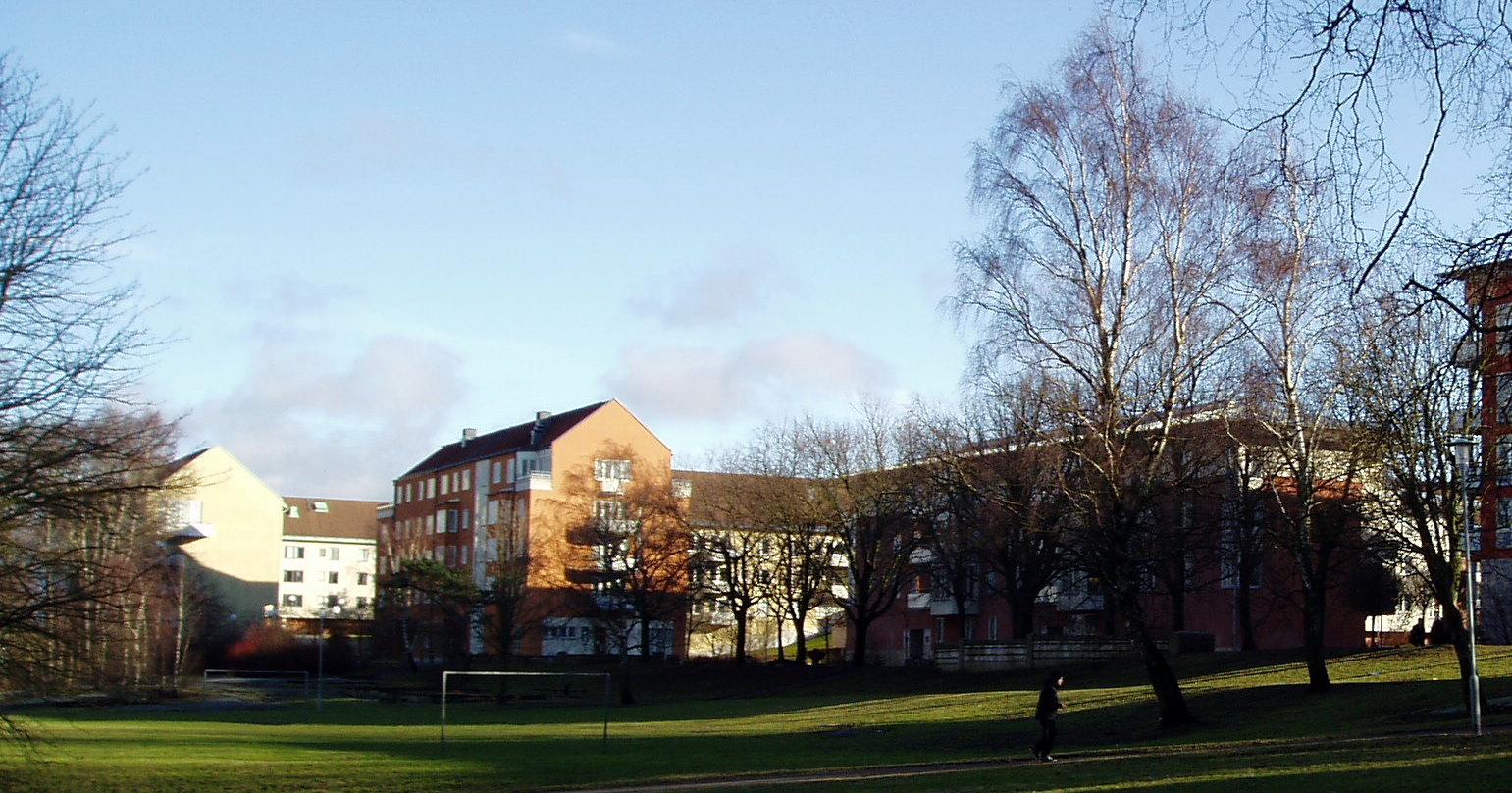
Gräsplanen mellan Pennygången och Fyrkgången

Högsbohöjd är ett primärområde i stadsområde Sydväst i Göteborgs kommun. Området är högt beläget strax sydväst om centrala Göteborg. I norr gränsar Högsbohöjd till Majorna och i söder till Ruddalen. 
Högsbohöjd består bland annat av bostadsområdet Pennygången, Fyrktorget samt ett antal "gårdar" med kvinnonamn, till exempel Elin, Gerda och Fredrika. 

## Historia
Högsbohöjds moderna historia går tillbaka till början av 1900-talet då ett flertal torp byggdes på höjden söder om Västra kyrkogården i ett försök av Göteborgs stad att lindra bostadsbristen. Torpen revs under 1950-talet, men på baksidan av Pennygången 49–63 kan man fortfarande se bevarade torpgrunder och en bevarad jordkällare.

## Bebyggelse
När Göteborg under tiden efter andra världskriget behövde expandera söderut valde man att bygga på de områden som exproprierades från Västra Frölunda kommun 1945, bland annat Högsbotorp och senare under 1950-talet även Högsbohöjd. År 1959 byggdes Pennygången av AB Göteborgsbostäder. För att spara pengar gjordes de flesta lägenheter likadana vad gäller planlösningen och man uteslöt balkonger. Nästan hela Pennygången består därför av fyrarummare. Totalt byggdes åren 1959–1962 omkring 2000 lägenheter i lamellhus, radhus och atriumhus.

### Områden
Högsbohöjd kan grovt delas upp i fyra kvarter – Pennygången, radhusen på Växelmyntsgatan, gårdarna samt atriumhusen på Växelmyntsgatan – och ett större grönområde i områdets sydöstra del runt Torpadammen. Pennygången och gårdarna består av lägenheter varav de allra flesta är hyreslägenheter.

#### Pennygången

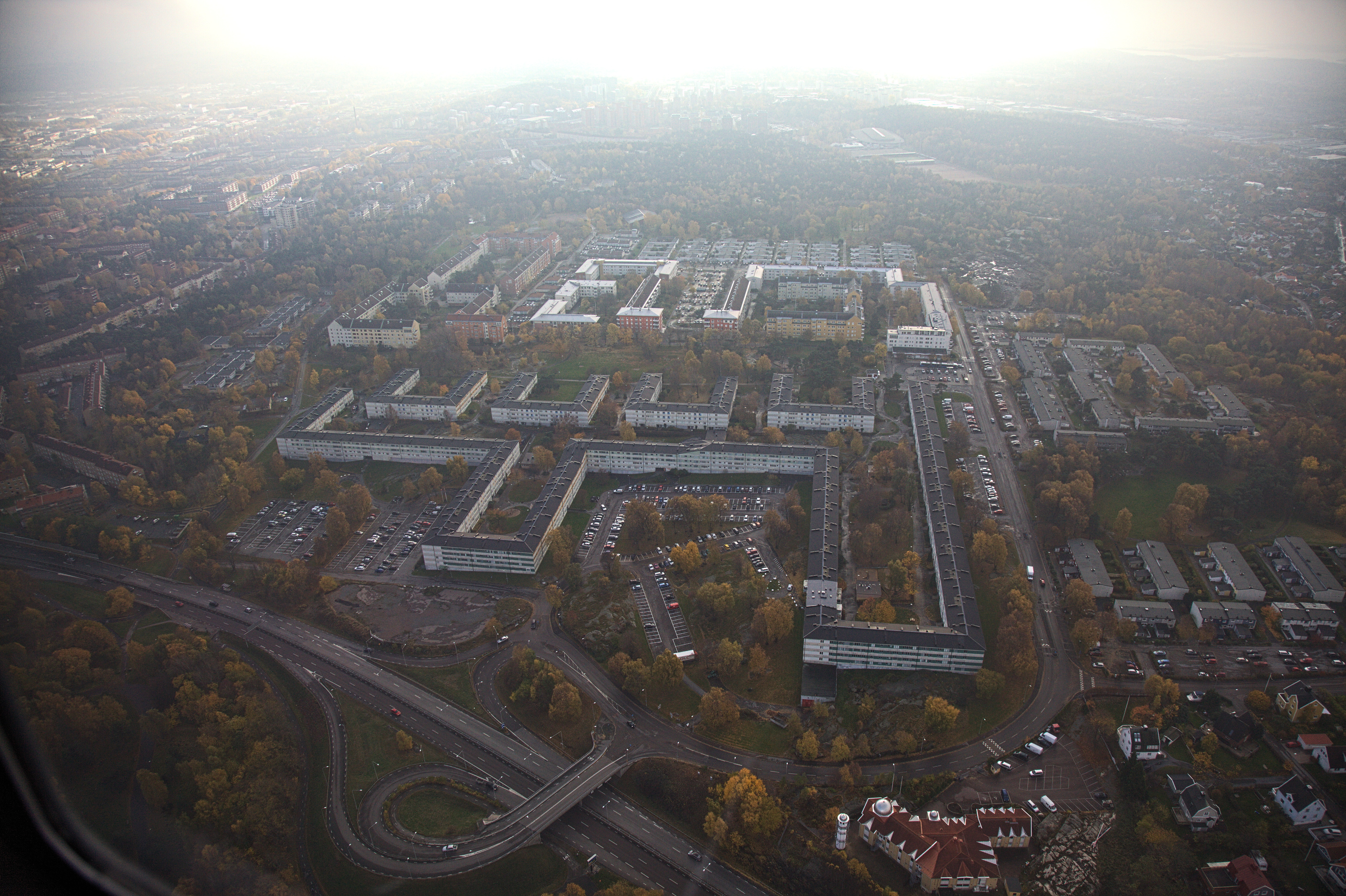
Helikopterbild över Högsbohöjd mot söder med Pennygången tydligt sedd.

Pennygången är ett flerbostadsområde bestående av 771 lägenheter fördelade på fyra U-formade huskroppar och ett långt ringlande hus som är Göteborgs längsta bostadshus.
Pennygången byggdes i ett försök att snabbt färdigställa många och funktionella lägenheter till låga hyror. Kvarteret byggdes 1959 av AB Göteborgsbostäder och karaktäriseras av sin likformighet vad gäller planlösning. Merparten av lägenheterna på Pennygången är fyra rum och kök.
På 1990-talet köpte Skanska området och påbörjade en varsam upprustning på Pennygången 36. Kök och badrum moderniserades och balkong byggdes. Kostnaderna för upprustningen blev dock för stora och arbetet avstannade.
Numer ägs och förvaltas Pennygången av Stena Fastigheter och Stena planerar att under 2012 och de kommande åren kraftigt rusta upp lägenheterna bland annat med nya kök och nya badrum. Dock har dessa renoveringsplaner och de planerade hyreshöjningarna väckt protester ifrån hyresgäster i området.

#### Gårdarna

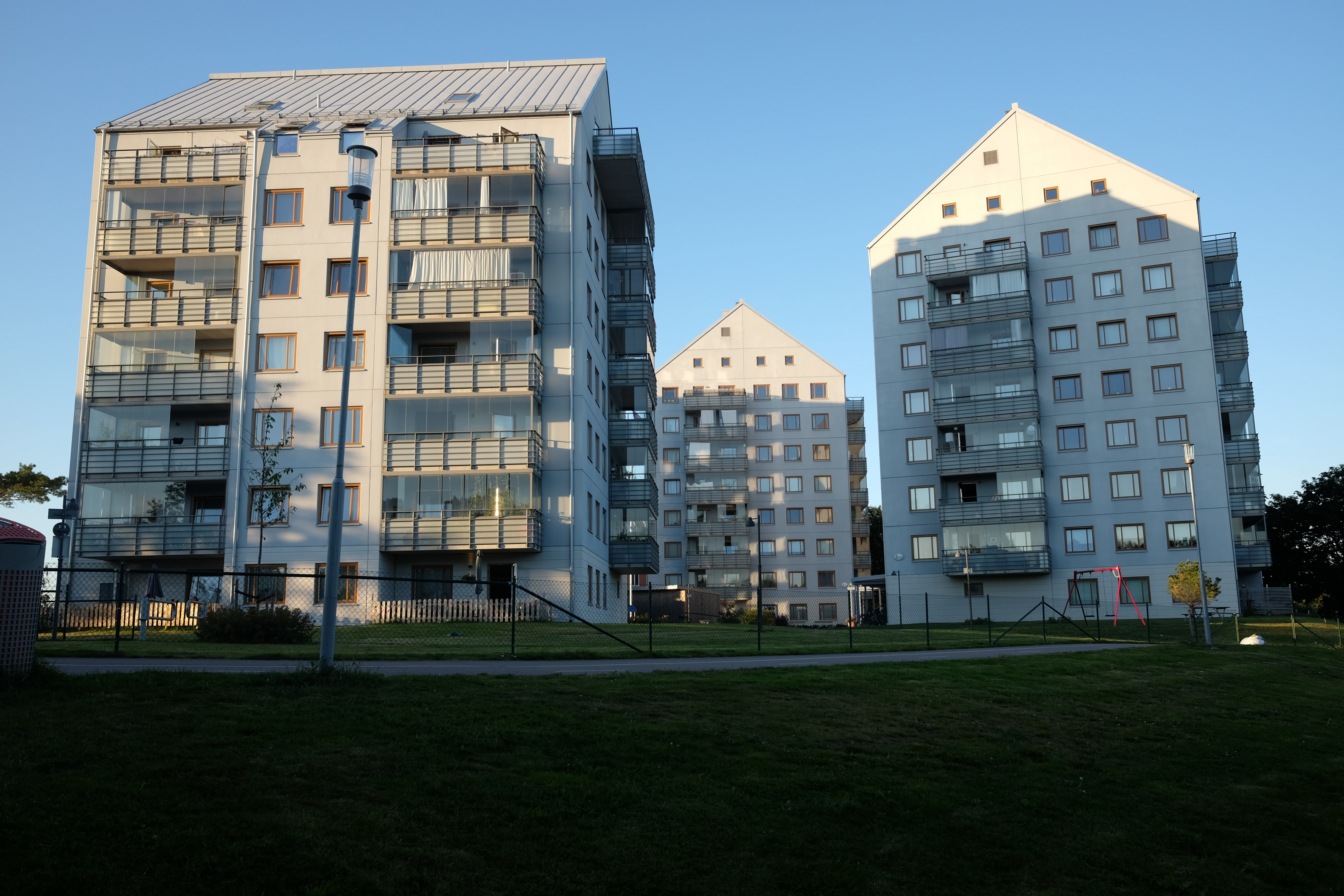
Elins gård.

I början av 1990-talet renoverades byggnaderna söder om Pennygången genomgripande. Bostadsbolaget Poseidon gav gårdarna namn efter kvinnor som bott i torp som tidigare funnits på Högsbohöjd – såsom Amandas gård efter Amanda Östberg, Gerdas gård efter Gerda Karlsson och Julianas gård efter Juliana Sjöberg. Därefter hade två områden fortfarande kvar det äldre namnet Växelmyntsgatan och många ifrågasatte ett namnbyte även här, då de ansåg att gatan hade fått ett negativt rykte.

#### Radhusen vid Växelmyntsgatan
Radhusen vid Växelmyntsgatans början byggdes under 1960-talet och var från början hyresradhus, De flesta av husen är numera friköpta.

#### Atriumhusen
År 1960 uppförde det allmännyttiga Göteborgs Bostadsföretag 75 radhus som atriumhus för vanlig uthyrning, i folkmun kallade kaninburarna. De fördelade sig på 8 större enheter på 96 kvadratmeter om 5 rum och kök och 68 mindre på 87 kvadratmeter om 4 rum och kök. Ytterväggarna byggdes i lättbetong och fasaderna mot gården av prefabricerade träelement klädda med asbestcementplattor. De lägenhetsskiljande väggarna var av 20 cm betongstensblock. Gårdarna ramades in av impregnerade träplank. Arkitekter var Jarle Osnes och Nils Sunnerholm.
2012 uppförde Egnahemsbolaget 20 kedjehus i den angränsande Ruddalen. En ny väg anlades och namngav även den efter ett mynt ”Kastmyntsgatan”, 16 hus är 138 kvadratmeter fördelade på två våningar, 4 av husen är 167 kvadratmeter fördelade på tre våningar.

## Moské
I Högsbohöjd återfinns Sveriges äldsta moské, Nasirmoskén, som tillhör den muslimska Ahmadiyyaförsamlingen.

## Handel
Under 1950- och 1960-talet fanns många olika butiker på Högsbohöjd, bland annat fiskaffär, bageri och charkuteri. Sedan frisersalongen vid Fyrktorget lagts ner 2010 finns det bara en frisersalong, en pizzeria och en livsmedelsbutik kvar.
I Högsbohöjd finns Hemköp Ica och en mindre lokal butik.

## Kommunikationer
Stombusslinje 16 har Fyrktorget som ändhållplats och även busslinje 65 mellan Fredrikas gård och Kungssten trafikerar området.

## Torpadammen
Torpadammen är en damm på gränsen mellan Högsbohöjd och Kaverös. Dammen ingår egentligen inte i stadsdelen rent administrativt, men är en del av Högsbo församling. I dammen lever flera olika djurarter, bland annat stor salamander och den gulbrämade dykaren, en utrotningshotad stor skalbagge.

## Nyckeltal

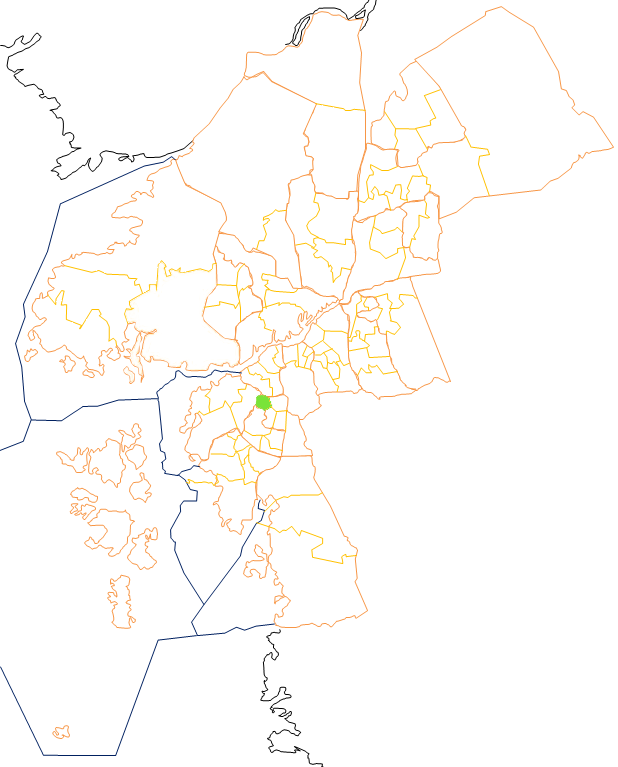
Högsbohöjd

Nyckeltalen redovisar statistik som beskriver Göteborg och dess 96 delområden, primärområden, per den 31 december och kan användas för att jämföra de olika områdena. Nedan redovisas uppgifter för primärområdet och jämförelse görs mot uppgifterna för hela kommunen.
|                                                           | Högsbohöjd | Hela Göteborg |
| --------------------------------------------------------- | ---------- | ------------- |
| Folkmängd                                                 | 4 514      | 587 549       |
| Befolkningsförändring 2020–2021                           | +140       | +4 493        |
| Andel födda i utlandet                                    | 28,4 %     | 28,3 %        |
| Andel utrikes födda eller med två utrikes födda föräldrar | 36,6 %     | 38,1 %        |
| Medelinkomst                                              | 285 100 kr | 332 400 kr    |
| Arbetslöshet                                              | 6,1 %      | 6,6 %         |
| Antal ersatta dagar från F-kassan per person (16-64 år)   | 20,9       | 19,5          |
| Andel med eftergymnasial utbildning (minst 3 år)          | 41,5 %     | 37,9 %        |
| Andel bostäder byggda 1961–1970                           | 74,4 %     |               |
| Andel bostäder i allmännyttan                             | 43,8 %     | 25,9 %        |
| Antal färdigställda bostäder 2021                         | 199        |               |
| Andel bostäder i småhus                                   | 10,3 %     | 18,3 %        |

## Stadsområdes- och stadsdelsnämndstillhörighet
Primärområdet tillhörde fram till årsskiftet 2020/2021 stadsdelsnämndsområdet Askim-Frölunda-Högsbo och ingår sedan den 1 januari 2021 i stadsområde Sydväst.